# Inselspital (Berner Quartier)
Inselspital wird auch als Quartier der Stadt Bern geführt. Es gehört zu den 2011 bernweit festgelegten 114 gebräuchlichen Quartieren und liegt im Stadtteil III Mattenhof-Weissenbühl, dort im statistischen Bezirk Holligen.
Im Jahr 2022 wurden 313 Einwohner angegeben, davon 151 Schweizer und 162 Ausländer.

## Struktur
Neben den nördlich der Freiburgstrasse liegenden Teilen des Inselspitals als Universitätsklinikum und Kantonsspital befindet sich im Norden der Bremgartenfriedhof und im Südwesten eine Wohnbebauung, die weitere Gesundheitseinrichtungen im Erdgeschoss enthalten. 
Der Insel-Park (früher Lory-Park) befindet sich zwischen Loryspital und dem Hauptgebäude. Er wurde  2018/19 neu gestaltet und trägt nun den neuen Namen.
Im Jahr 2013 wurde ein Masterplan vorgestellt, der aus einer Gruppe von Spitalgebäuden ein urbanes Quartier machen soll. Er umfasst Planungen für die nächsten 50 Jahre. Der Überbauungsordnung liegt das Siegerprojekt eines Ideenwettbewerbs zugrunde, der Ende 2010 vom Münchner Architekturbüro Henn gewonnen wurde. Bauliche Verdichtung, mehr Hochhäuser und Grünanlagen (der Insel-Park ist mittlerweile fertiggestellt) sind vorgesehen.

## Verkehr
Die Buslinie 12 verbindet das Inselspital mit dem Bahnhof und dem Zentrum Paul Klee und Holligen. Früher war dies die Buslinie 11 («Inselbus»), die zum Bahnhof und dann nach Neufeld fuhr. In der Murtenstrasse halten die Postauto-Linien 100 und 101, die am Bahnhof starten. Am Loryplatz im Süden verkehren die Linien 7 und 8 der Strassenbahn Bern Richtung Zentrum.
Eine langfristige Vision ist der S-Bahnhof Insel durch Weiterführung der RBS, die im Bereich des Bahnhofs Bern gegenwärtig umgebaut wird und von wo aus eine entsprechende Verlängerung möglich wäre. Diese sollte bis Köniz führen und von dort oberirdisch weiter nach Schwarzenburg BE. Laut einer Studie des Kantons Bern würde das Kosten von 1,3 Milliarden Franken mit sich bringen, was nicht gerechtfertigt sei.